# David Leland (Schauspieler, 1921)
David Leland (* 29. Oktober 1921 in Colorado; † 17. April 1987 in Hollywood, Kalifornien) war ein US-amerikanischer Schauspieler.

## Leben
Bekannt wurde David Leland in den 1950er- und 1960er-Jahren hauptsächlich durch Nebenrollen in diversen Western-Serien.

## Filmografie
- 1958: The Fiend Who Walked the West
- 1958: Abenteuer im wilden Westen (Zane Grey Theater, Fernsehserie, Folge A Handful of Ashes)
- 1958: Have Gun – Will Travel (Fernsehserie, mehrere Folgen)
- 1958–1962: Wagon Train (Fernsehserie, Folge  Hey Boy’s Revenge)
- 1959: Dezernat M (M Squad, Fernsehserie, Folge Death by Adoption)
- 1959: Josh (Wanted: Dead or Alive, Fernsehserie, Folge The Tyrant)
- 1959: New Orleans, Bourbon Street (Bourbon Street Beat, Fernsehserie, Folge The Taste of Ashes)
- 1959: Sugarfoot (Fernsehserie, Folge Wolf)
- 1959: Westlich von Santa Fé (The Rifleman, Fernsehserie, Folge The Woman)
- 1959: Buckskin (Fernsehserie, Folge The Venus Adjourner)
- 1959: The Restless Gun (Fernsehserie, Folge Dead Man’s Hand)
- 1959: Bronco (Fernsehserie, Folge Riding Solo)
- 1959: Pony Express(Fernsehserie, Folge Princess of Crazy Creek)
- 1967: Laredo (Fernsehserie, Folge The Other Cheek)